# Első Beton Sportegyesület
L'Első Beton Sportegyesület è stata una squadra ungherese di calcio a 5 con sede a Seghedino. 

## Storia
La squadra è nata nel 1991 come proposta ricreativa per i dipendenti dell'omonima impresa edile. Nel 1994 l'Első Beton diventa a tutti gli effetti una società sportiva. Al termine della stagione 2007-08, dopo numerose stagioni trascorse nella massima divisione del campionato ungherese di calcio a 5, il presidente Zoltán Roszkos annuncia lo scioglimento della società.